# Junior Eurovisiesongfestival 2012
Het Junior Eurovisiesongfestival 2012 was de tiende editie van het liedjesfestival en werd op 1 december 2012 gehouden in de Heineken Music Hall in Amsterdam. Het was de tweede keer dat Nederland het liedjesfestival organiseerde. De eerste keer was in 2007. Het was voor de eerste keer dat een land het Junior Eurovisiesongfestival voor een tweede keer mocht organiseren.

## Format
Er was één wijziging in het reglement voor de tiende editie van het Junior Eurovisiesongfestival. Er werd een kinderjury geïntroduceerd die ook punten gaf. Net als in 2011 kon er pas gestemd worden nadat alle landen opgetreden hadden. Ook werden, net als het vorige jaar, alle punten vanaf het begin voorgelezen tijdens de puntentelling. Tussen 2005 en 2010 was het gebruikelijk de eerste zeven punten onmiddellijk op het scherm te laten verschijnen om tijd te winnen, maar aangezien er de laatste jaren steeds minder landen gingen deelnemen aan het kinderfestival, was er opnieuw tijd om alle punten te laten voorlezen.
In België keken er 594.238 kijkers naar het Junior Eurovisiesongfestival 2012, ruim 100.000 minder dan in 2011. In Nederland waren er 855.000 kijkers, bijna 90.000 meer dan het jaar voordien.

### Presentatoren
Reeds in december 2011 werd aangekondigd dat Ewout Genemans en Kim-Lian van der Meij het Junior Eurovisiesongfestival 2012 zouden presenteren. Ewout Genemans presenteerde al sinds 2010 het Junior Songfestival, de Nederlandse preselectie voor het Junior Eurovisiesongfestival. Kim-Lian van der Meij is zangeres, actrice, televisiepresentatrice, musicalster en danseres. Ook in 2007 presenteerde ze het Junior Eurovisiesongfestival, dat toen georganiseerd werd in Rotterdam. Hiermee is Van der Meij de eerste presentatrice in de geschiedenis van het festival die voor een tweede keer presenteerde.

## Deelnemende landen
Twaalf landen namen aan deze jubileumeditie van het Junior Eurovisiesongfestival deel, het laagste aantal ooit. De openbare omroepen hadden tot 29 juni de tijd om zich in te schrijven, maar aangezien toen slechts acht landen hun deelname hadden bevestigd, werd de inschrijvingsperiode verlengd. Israël schreef zich in op 10 juli 2012, 12 dagen na de deadline, Albanië deed hetzelfde op 25 juli 2012. Op 15 augustus volgde Moldavië, en Azerbeidzjan deelde op 1 september mee te zullen deelnemen. Op diezelfde eerste september werd de inschrijvingsperiode definitief afgesloten.

## Overzicht
| Plaats | Land         | Taal                     | Artiest           | Lied                            | Punten |
| ------ | ------------ | ------------------------ | ----------------- | ------------------------------- | ------ |
| 1      | Oekraïne     | Oekraïens en Engels      | Anastasija Petryk | Nebo                            | 138    |
| 2      | Georgië      | Georgisch en Engels      | The Funkids       | Funky lemonade                  | 103    |
| 3      | Armenië      | Armeens en Engels        | Compass Band      | Sweetie baby                    | 98     |
| 4      | Rusland      | Russisch en Engels       | Lerika            | Sensatsiya                      | 88     |
| 5      | België       | Nederlands               | Fabian            | Abracadabra                     | 72     |
| 6      | Zweden       | Zweeds                   | Lova Sönnerbo     | Mitt mod                        | 70     |
| 7      | Nederland    | Nederlands               | Femke             | Tik tak tik                     | 69     |
| 8      | Israël       | Hebreeuws                | Kids.il           | Let the music win               | 68     |
| 9      | Wit-Rusland  | Russisch                 | Egor Zjesjko      | A more-more                     | 56     |
| 10     | Moldavië     | Roemeens en Engels       | Denis Midone      | Toate vor fi                    | 52     |
| 11     | Azerbeidzjan | Azerbeidzjaans en Engels | Ömər & Suada      | Girls and boys (dünya sənindir) | 49     |
| 12     | Albanië      | Albanees                 | Igzidora Gjeta    | Kam një këngë vetëm për ju      | 35     |

## Scorebord

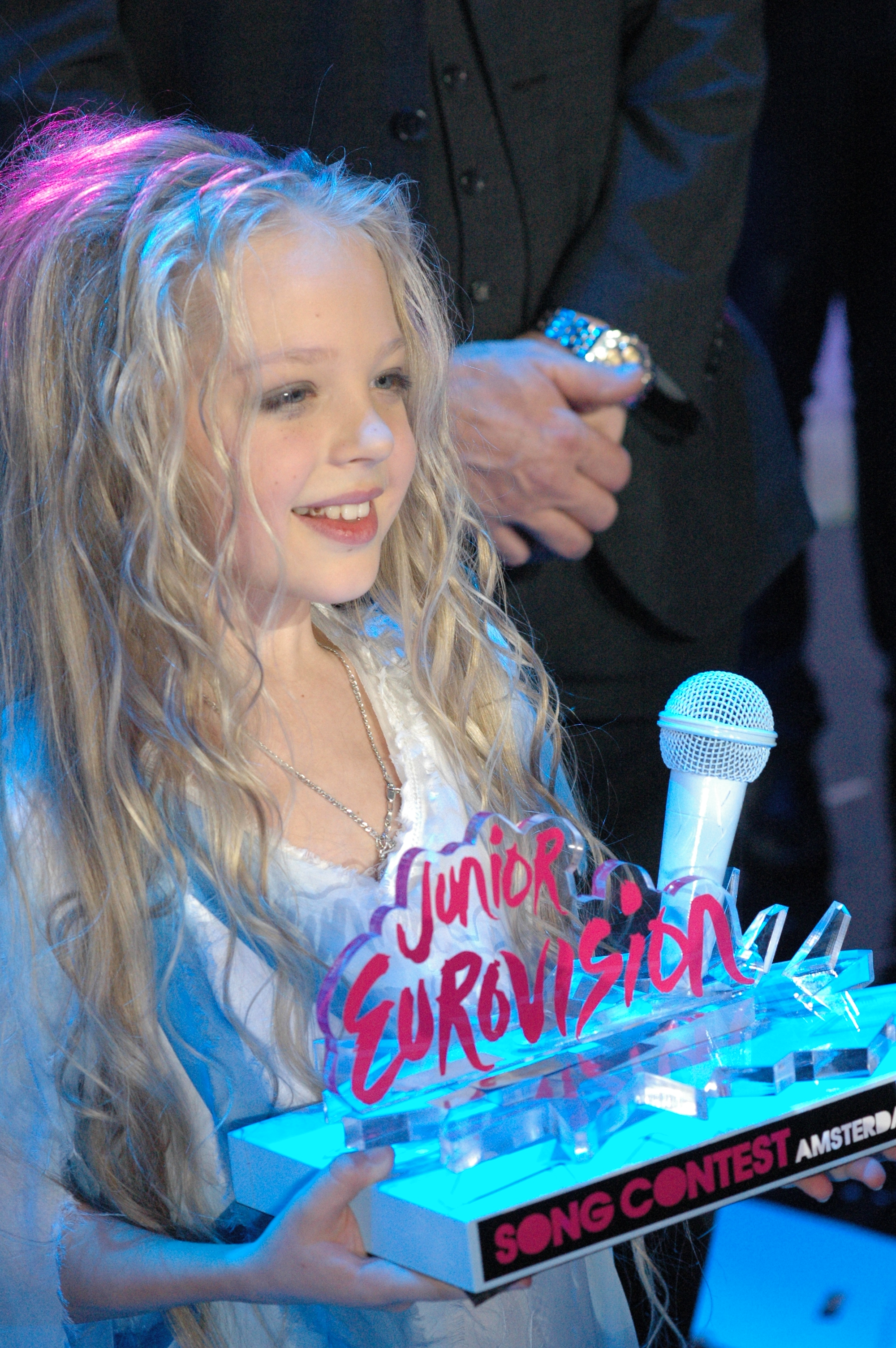
Anastasija Petryk na haar overwinning van het Junior Eurovisiesongfestival 2012.

| Deelnemers   | 12 p. | Kinderjury | BY | SE | AZ | BE | RU | IL | AL | AM | UA | GE | MD | NL |
| ------------ | ----- | ---------- | -- | -- | -- | -- | -- | -- | -- | -- | -- | -- | -- | -- |
| Wit-Rusland  | 12    | 1          |    | 1  | 7  | 2  | 4  | 1  | 2  | 7  | 10 | 7  | 2  | 0  |
| Zweden       | 12    | 6          | 7  |    | 1  | 5  | 5  | 7  | 12 | 2  | 2  | 0  | 7  | 4  |
| Azerbeidzjan | 12    | 2          | 2  | 3  |    | 1  | 3  | 0  | 10 | 0  | 5  | 8  | 0  | 3  |
| België       | 12    | 3          | 3  | 7  | 3  |    | 7  | 6  | 7  | 5  | 1  | 4  | 6  | 8  |
| Rusland      | 12    | 8          | 10 | 8  | 2  | 8  |    | 4  | 0  | 8  | 6  | 6  | 10 | 6  |
| Israël       | 12    | 4          | 5  | 4  | 5  | 4  | 8  |    | 1  | 6  | 8  | 3  | 1  | 7  |
| Albanië      | 12    | 0          | 0  | 0  | 12 | 0  | 0  | 3  |    | 1  | 0  | 1  | 4  | 2  |
| Armenië      | 12    | 5          | 8  | 6  | 0  | 7  | 10 | 10 | 3  |    | 12 | 12 | 3  | 10 |
| Oekraïne     | 12    | 10         | 12 | 12 | 4  | 12 | 12 | 12 | 6  | 12 |    | 10 | 12 | 12 |
| Georgië      | 12    | 12         | 6  | 10 | 8  | 6  | 6  | 8  | 5  | 10 | 7  |    | 8  | 5  |
| Moldavië     | 12    | 0          | 4  | 2  | 10 | 3  | 2  | 5  | 4  | 3  | 4  | 2  |    | 1  |
| Nederland    | 12    | 7          | 1  | 5  | 6  | 10 | 1  | 2  | 8  | 4  | 3  | 5  | 5  |    |

## 12 punten
| Aantal keer 12 | Land     | Gekregen van                                                               |
| -------------- | -------- | -------------------------------------------------------------------------- |
| 8              | Oekraïne | Armenië, België, Israël, Moldavië, Nederland, Rusland, Wit-Rusland, Zweden |
| 2              | Armenië  | Georgië, Oekraïne                                                          |
| 1              | Albanië  | Azerbeidzjan                                                               |
| 1              | Georgië  | Kinderjury                                                                 |
| 1              | Zweden   | Albanië                                                                    |

## Wijzigingen

Deelnemende landen
Landen die in het verleden deelgenomen hebben, maar dit jaar afwezig zijn

### Debuterende landen
- Albanië: op 25 juli gaf de Albanese openbare omroep RTSH te kennen te zullen deelnemen aan de tiende editie van het Junior Eurovisiesongfestival. Er werd meteen een oproep gedaan voor songs en artiesten voor deelname aan het Junior Eurovisiesongfestival.
- Azerbeidzjan: na een lange periode van geruchten, maakte de EBU op 1 september de landenlijst bekend en hierin ontbrak Azerbeidzjan niet. Azerbeidzjan stond al op de deelnemerslijst van het festival in 2008, maar trok zich in laatste instantie nog terug.
- Israël: de Israëlische openbare omroep, IBA, gaf op 10 juli 2012 te kennen te zullen debuteren in Amsterdam. Israël zou eerder al in 2004 en in 2008 voor het eerst op het festival verschijnen, maar trok zich steeds voor aanvang van het festival terug. Tijdens deze jubileumeditie zal het land uit het Midden-Oosten dus wel debuteren.

### Terugtrekkende landen
- Bulgarije: het Oost-Europese land gaf er na de tegenvallende resultaten van de vorige jaren de brui aan. Financiële perikelen hebben meegespeeld in het besluit van de Bulgaarse openbare omroep om deelname stop te zetten.
- Litouwen: de Baltische staat nam niet deel, officieel omdat de kosten voor de uitzending van het Europees kampioenschap voetbal 2012 en de Olympische Zomerspelen 2012 ervoor hebben gezorgd dat er geen geld meer beschikbaar was voor deelname aan het kinderfestival.
- Letland: ook deze Baltische staat was dit jaar niet te zien zijn op het Junior Eurovisiesongfestival, en dit vanwege de financiële problemen waarin de staatsomroep verkeert.
- Macedonië: het Balkanland, dat tot nu toe aan elke editie deel had genomen, gaf verstek uit onvrede over het bestaande puntensysteem. Ook gebrek aan financiële middelen zorgden ervoor dat Macedonië niet deelnam aan het Junior Eurovisiesongfestival 2012.

## Terugkerende artiesten
| Land    | Artiest | Plaats | Eerdere deelname | Plaats toen |
| ------- | ------- | ------ | ---------------- | ----------- |
| Rusland | Lerika  | 4      | Moldavië 2011    | 6           |